# Universidad de Hoseo
La Universidad de Hoseo (Hoseo University) es una universidad privada de raíz Cristiano Protestante que cuenta con dos campus, uno en Asan, Corea del Sur y el otro en Cheonan, Corea del Sur. Conocida por su gran tamaño, 3.471074 km². fue la primera escuela de negocios en Corea del Sur.
La universidad promueve el proyecto  "World Class 2030" en áreas no exploradas hasta ahora como la interfaz de los cinco sentidos, la expresión del sentido del olfato o el mecanismo de defensa de los animales invertebrados.

## Historia
La universidad fue originalmente un Instituto de Tecnología, fundado en 1978 en Anseo-dong, Cheonan, Chungcheong del Sur, llamado Cheonwon Technology University (천원공업전문대학). Su fundador fue Seokgyu Kang, y el lema de la escuela era "Si se puede hacer, se hará realidad" (We can do it, and it will come true). En 1980, Cheonwon Technology University cambió su nombre por el de Universidad de Hoseo, el nombre de la región surcoreana en la que se creó. Se le concedió el estatus completo de universidad en octubre de 1988.
El segundo campus de la universidad fue creado en 1989 en Asan, Chungcheong del Sur. La administración de la universidad se trasladó a una segunda escuela en Asan, haciendo de Asan el campus principal de la universidad. El campus de Cheonan se reformó en 1991.
La universidad cuenta con una biblioteca central, un museo, una estación de radiodifusión, periódico, un centro de educación permanente y una clínica de salud. También cuenta con varios centros de investigación.
El primer presidente de la universidad fue Seok Kyu Kang, de 1979 a 2000; le sucedió Geun Mo Jung, presidente entre marzo de 2000 y marzo de 2004. En 2004 asumió el cargo de presidente Il Ku Kang, hijo del primer presidente.

## Programas de becas
La Universidad de Hoseo ofrece a sus estudiantes un programa de becas durante cuatro años, con prácticas en empresas y oportunidades para estudiar en el extranjero. Los requisitos para ser becado incluyen los valores cristianos, capacidad de liderazgo, pensamiento creativo, comunicación global y trabajo en equipo. Durante el año escolar, la Universidad de Hoseo ofrece a los estudiantes un tema creativo centrado en el plan de estudios y clases particulares en japonés, inglés y chino o matemáticas. Durante las vacaciones, la universidad dispone de estancias de inmersión lingüística en inglés durante cuatro semanas en Estados Unidos o el estudio de diseño con cuatro semanas de pasantía en Italia.[7]

## Facultades y Escuelas
- Facultad de Humanidades (incluyendo la División de los Cristianos de Estudios)
- Facultad de Ciencias Sociales
- Facultad de Ciencias Naturales
- Facultad de Ingeniería
- Facultad de Ingeniería NewIT
- La universidad de Arte y Ciencias del Deporte

## Escuelas de posgrado
- Escuela General de Posgrado
- Escuela de postgrado de Teología
- Escuela de Negocios
- Escuela de Administración de Empresas
- Escuela de Administración Pública
- Escuela de Educación
- Escuela de Cultura y Bienestar
- Escuela de Negocios Globales
- Escuela de Deporte y Ciencias

## Gente Notable
- Kim Min-seok
- Crush